# Blokovski svet
Blokovski svet je domen planiranja u veštačkoj inteligenciji. Algoritam je sličan skupu drvenih blokova različitih oblika i boja koji su na stolu. Cilj je da se izgradi jedan ili više vertikalnih gomila blokova. Samo jedan blok se može pomerati u datom trenutku: može se ili staviti na sto ili na drugi blok. Zbog toga se ne mogu pomeriti blokovi koji se u datom trenutku nalaze ispod drugog bloka. Štaviše, neke vrste blokova ne mogu imati druge blokove naslagane na njih.
Jednostavnost ovog sveta igračaka lako se uklapa u klasične pristupe simboličke veštačke inteligencije, u kojima je svet modelovan kao skup apstraktnih simbola o kojima se može razmišljati.

## Motivacija
Veštačka inteligencija se može istraživati u teoriji i sa praktičnim primenama. Problem sa većinom praktične primene je taj što inženjeri ne znaju kako da programiraju VI sistem. Umesto da se izazov odbaci, ideja je da se izmisli domen koji se lako rešava, a koji se zove problem sa igračkama. Problemi sa igračkama su izmišljeni sa ciljem da se programira veštačka inteligencija koja može da ih reši. Domen sveta blokova je primer za problem igračke. Njegova glavna prednost u odnosu na realističnije VI aplikacije je u tome što su dostupni mnogi algoritmi i softverski programi koji mogu da se izbore sa situacijom. Ovo omogućava upoređivanje različitih teorija jednih sa drugima.
U svom osnovnom obliku, problem sveta blokova se sastoji od kocki iste veličine koje sve imaju crnu boju. Mehanička robotska ruka mora da pokupi i postavi kocke. Komplikovaniji derivati zadatka sastoje se od kocki različitih veličina, oblika i boja. Iz perspektive algoritma, svet blokova je np-težak problem pretraživanja i planiranja. Zadatak je da se sistem dovede iz početnog stanja u ciljno stanje.
Problemi automatskog planiranja i zakazivanja obično su opisani u notaciji jezika definicije domena planiranja (PDDL), koji je jezik za planiranje VI za zadatke simboličke manipulacije. Ako je nešto formulisano u PDDL notaciji, to se zove domen. Prema tome, zadatak spajanja blokova je domen sveta blokova što je u suprotnosti sa drugim problemima planiranja kao što su domen robota pristaništa i problem majmuna i banane.

## Literatura
- Russell, Stuart J.; Norvig, Peter (2003), Artificial Intelligence: A Modern Approach (2nd изд.), Upper Saddle River, New Jersey: Prentice Hall, ISBN 0-13-790395-2